# Antoine Henri Grouvelle
Antoine Henri Grouvelle (17 januari 1843 - Neuilly-sur-Seine, 9 juni 1917) was een Frans entomoloog.
Grouvelle was een ingenieur die een tabakfabriek bestuurde. Als entomoloog was hij gespecialiseerd in kevers (coleoptera) en dan met name de groep van de Clavicornia. Hij beschreef vele, voor de wetenschap, nieuw soorten. In zijn eer zijn er ook verscheidene keversoorten naar hem vernoemd. Het epitheton grouvellei is bij vele kevergeslachten gebruikt om een soort aan te duiden. Grouvelle was lid van de Société entomologique de France.

## Enkele werken
- 1892 - Viaggio di Leonardo Fea in Birmania e regioni vicine. L. Nitidulides, Cucujides et Parnides. in: Annali del Museo Civico di Storia Naturale de Genova
- 1896 - Potamophilides, Dryopides, Helmides et Heterocerides des Indes orientales. in: Annali del Museo Civico di Storia Naturale de Genova
- 1896 - Nitidulides, Colydiides, Cucujides et Parnides récoltés par M. E. Gounelle au Brésil et autres Clavicornes nouveaux d' Amerique. in: Annales de la Société Entomologique de France
- 1912 - Met Achille Raffray Supplément à la Liste des Coléoptères de la Guadeloupe in: Ann. Soc. Entom. France
- 1909 - Wissenschaftliche Ergebnisse der schwedischen zoologischen Expedition nach dem Kilimandjaro, dem Meru und dem umgebenden Massaisteppen. Coleoptera. Clavicornes
- 1916 – 1918 - Études sur les Coléoptères.

- Bibliothèque nationale de France: cb12439646w (data)
- Gemeinsame Normdatei: 1055418954
- International Standard Name Identifier: 0000 0000 0193 3831
- Base Léonore: LH//1211/45
- Nederlandse Thesaurus van Auteursnamen: 163371687
- Istituto Centrale per il Catalogo Unico: CUBV080589
- Système universitaire de documentation: 033538794
- Virtual International Authority File: 37010420
- WorldCat: E39PBJcGhyQGy8TYcHqBrqGT73